# Nuevo Tampaón
Nuevo Tampaón o simplemente conocido como Tampaón, es una localidad en el municipio de Tamuín, en el estado mexicano de San Luis Potosí. Según el II conteo de población y vivienda del INEGI en 2020, la localidad cuenta con 3437 habitantes, siendo la mayor localidad del municipio, solo superada por la cabecera municipal, Tamuín.